# Asterropteryx bipunctata
Asterropteryx bipunctata is een straalvinnige vissensoort uit de familie van grondels (Gobiidae). De wetenschappelijke naam van de soort is voor het eerst geldig gepubliceerd in 1995 door Allen & Munday.